# THC Brühl
Der THC Brühl ist ein gemeinnütziger Sportverein aus Brühl in Nordrhein-Westfalen.

## Geschichte
Gegründet wurde der THC Brühl auf Initiative des Brühler Bankiers Leo Verheugen. Sein Ziel war es, in Brühl Tennis und Hockey auf Leistungssportniveau zu etablieren. 1962 konnte an der Liblarer Straße unterhalb des Brühler Gabjeiturms eine erste eigene Tennisanlage eingeweiht werden, die schrittweise erweitert und um eine Sporthalle sowie einen Bouleplatz ergänzt wurde. 1971 kam es schließlich zur Gründung der namensgebenden Hockeyabteilung, die jedoch mittlerweile wieder aufgelöst wurde. Erfolgreicher und für den THC Brühl von größerer Bedeutung, wurde hingegen die bereits 1964 gegründete Leichtathletikabteilung. 
1978 richtete der THC Brühl erstmals die Europäischen Jugendmeisterschaften im Tennis auf seinem Vereinsgelände aus, bei dem 236 Teilnehmer aus zehn Nationen gegeneinander antraten. 1985 wurde zudem der erste Internationale Zwölf-Stunden-Lauf im Brühler Schlosspark organisiert.
Bei den Deutschen Jugendmeisterschaften der Leichtathletik 2017 belegte Carla Schiffer im 800-Meter-Lauf den achten Platz und sorgte damit für den bis dahin größten Erfolg des THC Brühl. In den vergangenen Jahren zählte zu den wichtigsten Leistungsträgern des THC Brühl außerdem der Sprinter und Staffelläufer Chidiera Onuoha, der 2022 die Deutsche Meisterschaft im 100-Meter-Lauf errang, zwei Jahre später jedoch zum ASV Köln wechselte. Die erste Herrenmannschaft der Tennisabteilung des THC Brühl tritt wiederum seit 2022 in der Zweiten Bundesliga an. Zu ihren leistungsstärksten Spielern gehören unter anderem Daniel Michalski und Andy Blair.
Neben dem Leistungssport bietet der THC Brühl auch Breitensportlern verschiedener Altersklassen die Möglichkeit, Tennis zu spielen und den Disziplinen der Leichtathletik nachzugehen.